# Heisei Tanuki Gassen Ponpoko
Heisei Tanuki Gassen Ponpoko (平成狸合戦ぽんぽこ) foi o oitavo filme japonês de animação escrito e dirigido por Isao Takahata e produzido pelo Studio Ghibli.
Baseado no folclore japonês, os tanukis (Nyctereutes procyonoides) são retratados como espécies perniciosas, que são capazes de usar a "ilusão da ciência" para se transformarem em quase tudo, mas são divertidos, carinhosos e seus rivais são kitsune (raposas) e outros metamorfos. Visualmente, os tanukis neste filme foram retratados em três maneiras, em vários momentos como: animais realistas, antropomórficos, animais que ocasionalmente usam roupas, e os valores baseado no mangá de Shigeru Sugiura (do qual Takahata é um grande fã). Eles assumem a forma realista quando são vistos por seres humanos, e outras formas de desenho animado quando estão fazendo algo estranho ou agindo de forma caprichosa.
Os testículos proeminentes são parte integrante do folclore tanuki, e eles são mostrados ao longo do filme, e também usados com frequência em sua mudança de forma.

## Enredo
A história começa no final da década de 1960 no Japão. Um grupo de tanukis estão ameaçados por um projecto de desenvolvimento suburbano chamado Tama Nyūtaun, em Tama-kyūryō nos arredores de Tóquio. O desenvolvimento será o corte do seu habitat natural da floresta e dividindo suas terras. A história é retomada no início da década de 1990 no Japão, durante os primeiros anos do Período Heisei. Com espaço limitando-se e a comida diminuindo a cada ano, os tanuki começam a lutar entre si por recursos menores, mas com a insistência do matriarca Oroku, eles decidem se unirem para parar o projeto que os ameaça.
Vários tanukis lideraram a resistência, incluindo o chefe agressivo Gonta, o velho guru Seizaemon, a sábia Oroku, e o jovem Shoukichi. Usando suas habilidades de ilusão (que devem reaprender depois de terem esquecido), eles apresentam uma série de desvios incluindo a sabotagem industrial. Estes ataques ferem e até matam pessoas, vários trabalhadores de construção desistem, mesmo com vários substitutos. Em desespero, os tanukis enviam mensageiros para procurar a ajuda de vários anciões lendários de outras regiões.
Depois de vários anos, um dos mensageiros regressa trazendo um trio de anciões da ilha distante de Shikoku, onde o desenvolvimento não é um problema e os tanukis ainda são adorados. Em um esforço de restabelecimento e respeito pelo sobrenatural, o grupo encena uma maciça "parada espiritual" para os seres humanos pensarem que a cidade é assombrada. A cepa da enorme ilusão mata um dos anciões, e o esforço parece ter sido desperdiçado quando o proprietário de um parque temático vizinho toma o crédito pelo desfile, alegando que era um golpe publicitário.
Com esse contratempo, a unidade dos tanukis finalmente falha e eles se separam em grupos menores, cada um seguindo uma estratégia diferente. Um grupo liderado por Gonta leva a rota de ecoterrorismo, explorando os trabalhadores, mas são eliminados em uma batalha campal com a polícia. Outro grupo tenta desesperadamente ganhar a atenção da mídia por meio de aparições na televisão para defender seu caso contra a destruição do habitat. Um dos anciões se torna senil e começa um culto budista  entre os tanuki que são incapazes de se transformarem, navegando com eles em um navio que os leva para a morte, enquanto o outro ancião investiga e se junta ao mundo humano como o último transformador de kitsune (raposas).
Quando falham novamente em um último ato de desafio, o único tanuki restante encena uma grande ilusão, transformando temporariamente a terra urbanizada ao seu estado primitivo, recordando com todos todos o que foi perdido. Finalmente, com a sua força esgotada, o tanuki mais treinado na ilusão segue o exemplo de kitsune. Eles se misturam na sociedade humana, um por um, abandonando aqueles que não podem se transformar. Enquanto o apelo midiático vem tarde demais para parar a construção, o público responde com simpatia para o tanuki, empurrando os desenvolvedores para abandonar algumas áreas como os parques. No entanto, os parques são muito pequenos para acomodar todos os tanukis que não podem se transformar. Alguns tentam sobreviver lá, desviando o tráfego para vasculhar restos humanos para se alimentarem, enquanto outros se dispersam mais longe para o campo para competir com os tanukis que já estão lá.
Tocando coda, um dia, Shoukichi, que também entrou para o mundo humano, está chegando em casa do trabalho quando ele vê um tanuki não transformado pulando em uma parede. Shoukichi engatilha para a parede e o segue, e o leva a uma clareira gramada onde alguns de seus ex-companheiros estão se reunindo. Ele alegremente se transforma de novo em um tanuki e se junta a eles. Em uma cena final emocionante, o amigo de Shoukichi, Ponkichi aborda o espectador, fazendo com que os seres humanos sejam mais atenciosos com os tanukis e outros animais menos dotados com habilidades de transformação, para não destruírem seu espaço de vida. Os arredores são revelados num campo de golfe dentro de uma expansão suburbana.

## Elenco
- Narrador – Kokontei Shinchou
- Shoukichi – Makoto Nonomura
- Seizaemon – Norihei Miki
- Oroku – Nijiko Kiyokawa
- Gonta – Shigeru Izumiya
- Inugami Gyobu – Gannosuke Ashiya
- Bunta – Takehiro Murata
- Awa Tanuki Gassen – Beichou Katsura
- Yashima no Hage-tanuki – Bunshi Katsura
- Abbot Tsurugame – Kosan Yanagiya
- Tamasaburo – Akira Kamiya
- Presidente Wonderland – Takehiro Murata
- Osho – Andre Stojka
- Kiyo – Yuriko Ishida
- Hayashi – Osamu Katou
- Ponkichi – Shōzō Hayashiya (9th)
- Ryutaro – Akira Fukuzawa
- Sasuke – Megumi Hayashibara
- Koharu – Yorie Yamashita
- Otama – Yumi Kuroda
- Repórter – Mark Moseley
- Telejornal – Mark Moseley

## Recepção
Pom Poko foi o número um no mercado interno em 1994, ganhando ¥2.63 bilhões em distribuição de renda.